# Chráněná krajinná oblast Blaník
Chráněná krajinná oblast Blaník (CHKO Blaník) je chráněná krajinná oblast v Česku. Vyhlášena byla 1. ledna 1982, nachází se ve Středočeském kraji, jižně od města Vlašim. Správa CHKO sídlí v Louňovicích pod Blaníkem, které jsou největší obcí v CHKO, Dům přírody se nachází u Krasovic. Jedná se o nejmenší chráněnou krajinnou oblast České republiky, její rozloha činí 40 km². Nadmořská výška se pohybuje v rozmezí 362 až 638 metrů, nejnižším bodem je tok řeky Blanice v Ostrově, nejvyšším bodem je vrchol Velkého Blaníku.
V CHKO Blaník jsou dvě evropsky významné lokality (Podlesí a Vlašimská Blanice) v rámci evropské soustavy chráněných území Natura 2000.

## Přírodní poměry

### Geologie
Na vrcholcích se vyskytují převážně ortoruly, ale na většině území se vyskytují také pararuly. Dále se zde vyskytuje například aplit.

### Geomorfologie
Celé CHKO dominují vrcholy Velkého Blaníku (638 metrů) a Malého Blaníku (580 metrů). Dalšími významnými vrcholy jsou Křížovská hůra (580 metrů) a Býkovická hůrka (562 metrů).

### Fauna

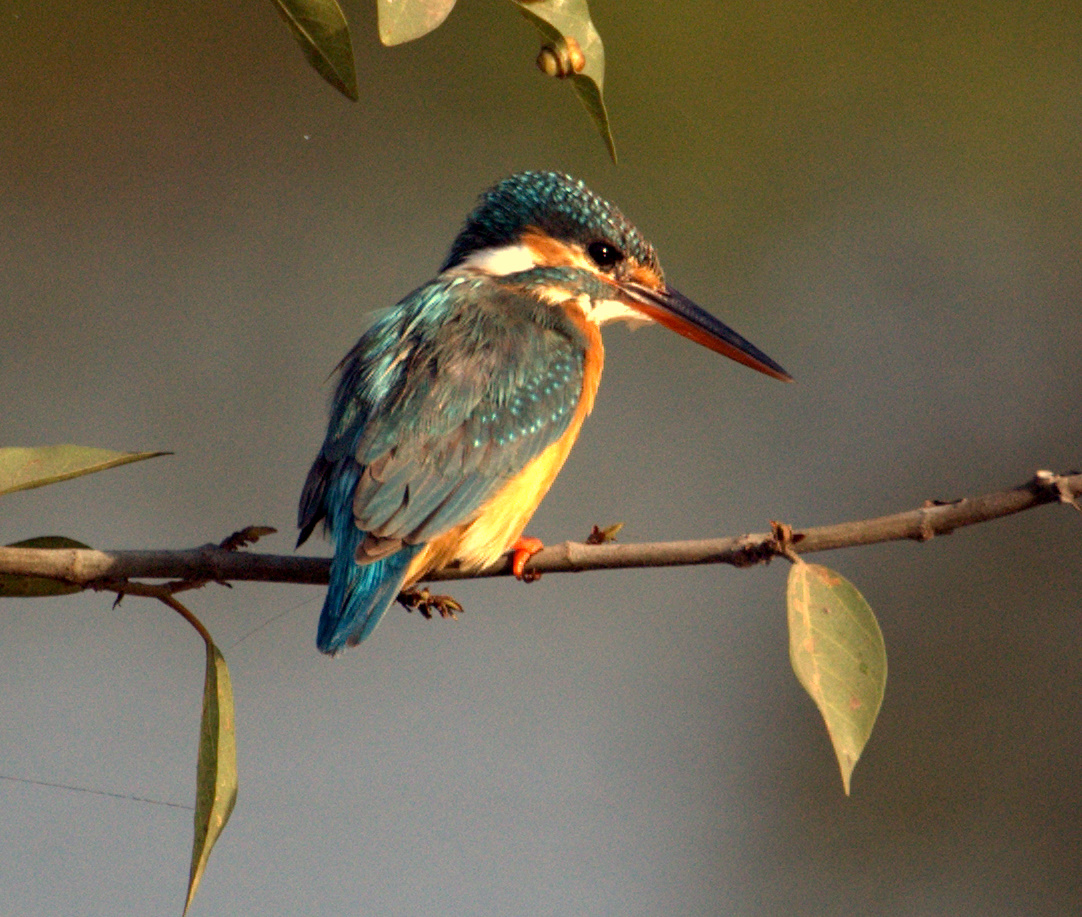
Ledňáček říční

Ze savců, kterých v chráněné krajinné oblasti žije asi čtyřicet druhů je vzácný netopýr černý a netopýr velký. Z ptáků například křepelka polní, ledňáček říční či moták pochop. Z plazů se zde například vyskytuje zmije obecná a z obojživelníků čolek obecný, kuňka obecná, rosnička zelená, blatnice skvrnitá, či skokan ostronohý. Z brouků například mandelinka, nebo střevlík. Vyskytují se zde vážky a také asi 200 druhů pavouků. Z vodních plžů stojí za zmínku například velevrubové, kružníci severní, kteří jsou v červené knize ohrožených druhů, a hrachovka obrácená.

### Flóra

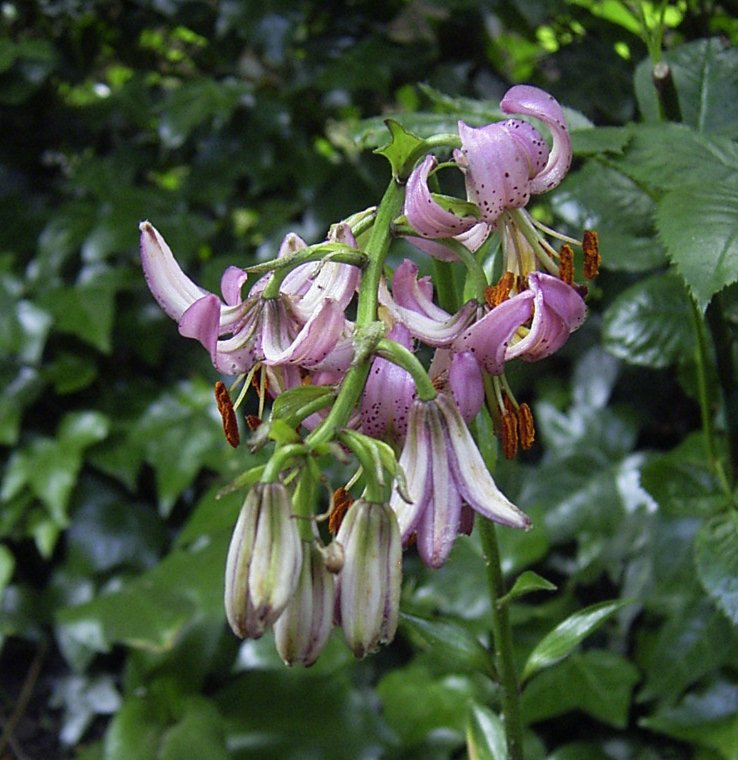
Lilie zlatohlávek

Asi 31 % území pokrývají lesy. Nejvýznamnější dřevinou je smrk, který tvoří asi 57 % lesa. Poté následuje borovice, která tvoří asi 20 %. Dále pak buk (7 %) a modřín (6,5 %). Zbytek tvoří například bříza (2,7 %), dub (2 %), habr (1 %) a jedle (0,8 %)
Chráněná krajinná oblast je bohatá na rostliny z vodního a bažinatého prostředí, ale také lučního. Vyskytuje se zde například ostřice, či ptačinec bahenní, nebo také prstnatec májový, dále také například lilie zlatohlávek.

## Maloplošná chráněná území
Na území chráněné krajinné oblasti leží přírodní rezervace Malý Blaník, Podlesí, Velký Blaník a přírodní památky Částrovické rybníky a Rybník Louňov.
CHKO Blaník spravuje i chráněná území, která leží mimo CHKO:
- NPR Drbákov – Albertovy skály
- NPP Hadce u Želivky
- NPP Chýnovská jeskyně
- NPP Jankovský potok
- NPP Kaňk
- NPP Luční
- NPP Medník
- NPP Rybníček u Hořan
- NPP Stročov
- NPR Ve Studeném
- NPR Voděradské bučiny